# Refugiehuis van de Abdij van Postel
Het Refugiehuis van de Abdij van Postel is een bouwwerk aan de Grauwe Torenwal 3 te Bree.

## Geschiedenis
Hier stond oorspronkelijk het herenhuis Den Soeten Naem Jhesus, dat in 1625 aan abt Rumoldus Colibrant van de Abdij van Postel werd verkocht. Er werd nog enige grond aangekocht en op dit domein werd van 1631-1639 het refugiehuis gebouwd. Hier konden 25 monniken verblijven, en er was ook in enige bedrijvigheid voorzien, zoals een brouwerij en een boerderijtje. Vanaf 1648 kwam de Abdij in financiële moeilijkheden, wat voortvloeide uit de Vrede van Münster. Men verhuurde de refugie, maar in 1697 vond een stadsbrand plaats, waarbij het complex gedeeltelijk werd verwoest.
In 1706 werd de refugie verkocht aan een particulier, en in 1768 kwam het in bezit van de pastoor en werd het pand gebruikt als pastorie, waarna in 1788 een ingrijpende verbouwing plaatsvond. Het gebouw bleef een pastorie tot 1869, maar reeds in 1861 trokken de Zusters van Liefde van Tilburg in het gebouw, om er een bewaarschool te beginnen. In 1876 werden ze opgevolgd door de Ursulinen uit Maaseik, welke een meisjesschool begonnen. Vervolgens kwamen, in 1890, de Dochters van het Heilig Kruis. Deze stichtten een bejaardenhuis op het terrein (Gasthuis van het Heilig Kruis, aan de Kloosterstraat). In 1980 verkochten zij het complex aan de gemeente. Het bleef geruime tijd leegstaan. In 2010 werd het beschermd als monument en in 2012 werd het gerenoveerd, waarna administratieve diensten van de gemeente in het gebouw gehuisvest werden.

## Gebouw
Het huidige, langgestrekte, gebouw heeft een kern uit 1638. Dit jaartal vindt men ook op een gevelsteen, die tevens de initialen bevat van de derde abt van Postel, Cornelius van Boesdonk. Boven de ingangsdeur bevindt zich eveneens een gevelsteen die herinnert aan de verbouwing van 1788, met de tekst: IHS Laus Ominipotenti Ex Caduca Surrexi (1788) (Geprezen zij de Almachtige; Uit het verval herrezen).